# Alternativa Democrática Nacional
Die Alternativa Democrática Nacional (ADN; deutsch Nationaldemokratische Alternative) ist eine politische Partei in Portugal. Von ihrer Gründung 2014 bis zur Umbenennung am 28. September 2021 hieß sie Partido Democrático Republicano (PDR; deutsch Demokratische Republikanische Partei). Die PDR/ADN war bis Mai 2022 Mitglied der Europäischen Demokratischen Partei (EDP).

## Geschichte
Die Partido Democrático Republicano wurde am 5. Oktober 2014 in Coimbra von António Marinho e Pinto gegründet und am 11. Februar 2015 vom portugiesischen Verfassungsgericht registriert. Marinho Pinto war 2014 für die ökologisch-konservative Partido da Terra in das Europäische Parlament gewählt worden und trat jedoch vier Monate später in die von ihm gegründete PDR über. Marinho Pinto war Mitglied der Fraktion der Allianz der Liberalen und Demokraten für Europa (ALDE). Die PDR wurde im Juni 2015 in die Europäische Demokratische Partei (EDP), einen EU-weiten Zusammenschluss von Parteien der politischen Mitte aufgenommen. Bei der Europawahl 2019 erhielt die Partei nur 0,5 Prozent der Stimmen und schied folglich aus dem EU-Parlament aus. Auch bei den portugiesischen Parlamentswahlen 2019 und 2022 bekam sie weniger als ein Prozent.
Bruno Fialho übernahm im Januar 2020 die Parteiführung. Im September des Folgejahres benannte sich die PDR in Alternativa Democrática Nacional (ADN) um. Die Partei trat am 23. Mai 2022 aus der Europäischen Demokratischen Partei aus. Zuvor hatten mehrere andere Mitgliedsparteien der EDP aufgrund von Äußerungen der ADN und ihres Vorsitzenden Fialho zu LGBT-Organisationen sowie Schutzmaßnahmen gegen die COVID-19-Pandemie den Ausschluss der Partei gefordert. Im Vorfeld der Parlamentswahl im März 2024 gab der brasilianische evangelikale Pastor Marco Feliciano, Pressesprecher des ehemaligen brasilianischen Präsidenten Jair Bolsonaro, eine Wahlempfehlung für die ADN ab. Die bei den vorangegangenen Wahlen bedeutungslose Partei gewann bei dieser Wahl stark an Stimmen hinzu und kam mit 1,6 Prozent auf den neunten Platz.

## Politische Positionen
Nach der Umbenennung in ADR und Änderung der Statuten im Herbst 2021 bezog sie verstärkt konservative Positionen und spricht sich seither für „traditionelle Institutionen und Werte“ aus. Während der COVID-19-Pandemie lehnte die ADN verpflichtende Schutzmaßnahmen wie Tests auf die Infektion, Impfungen, Atemschutzmasken und Zertifikate ab. Sie unterhielt Verbindungen zu Bewegungen, welche die Gefahren der Pandemie leugnen.
Das Global Project Against Hate and Extremism mit Sitz in den USA zählt ADN zu den portugiesischen Organisationen, „die Menschen aufgrund ihrer Identitätsmerkmale herabsetzen, belästigen oder zu Gewalt gegen sie aufrufen“. Der portugiesische Nachrichtenkanal SIC Notícias beschrieb die Partei im Kontext der Parlamentswahl 2024 als rechtsextrem.

## Wahlen
Bei der Parlamentswahl in Portugal 2015 entfielen auf die PDR 1,14 % der Stimmen, aber keine Mandate. Die PDR war damit stärkste Partei, die nicht ins Parlament einzog.
Bei den Europawahlen am 26. Mai 2019 erreichte die Partei 15.789 Stimmen bzw. 0,48 Prozent. Ein Mandat konnte sie nicht erlangen.

### Wahlergebnisse

#### Assembleia da República
| Jahr | Wahl                | Anzahl Stimmen | % Stimmen | Anzahl Sitze | +/- |
| ---- | ------------------- | -------------- | --------- | ------------ | --- |
| 2015 | Parlamentswahl 2015 | 61.632         | 1,14      | 0/230        |     |
| 2019 | Parlamentswahl 2019 | 11.674         | 0,22      | 0/230        | ▬   |
| 2022 | Parlamentswahl 2022 | 10.911         | 0,20      | 0/230        | ▬   |
| 2024 | Parlamentswahl 2024 | 102.132        | 1,58      | 0/230        | ▬   |

#### Europäisches Parlament
| Jahr | Wahl            | Anzahl Stimmen | % Stimmen | Anzahl Sitze | +/- |
| ---- | --------------- | -------------- | --------- | ------------ | --- |
| 2019 | Europawahl 2019 | 15.789         | 0,48      | 0/21         |     |
| 2024 | Europawahl 2024 | 54.075         | 1,37      | 0/21         | ▬   |